# Porphyrinia curvilinea
Porphyrinia curvilinea är en fjärilsart som beskrevs av W. Warren 1913. Porphyrinia curvilinea ingår i släktet Porphyrinia och familjen nattflyn. Inga underarter finns listade i Catalogue of Life.